# Episodi di Kiff (seconda stagione)
Il 13 giugno 2023, attraverso un comunicato stampa, la Disney annuncia il rinnovo di Kiff per una seconda stagione. La seconda stagione della serie animata Kiff viene trasmessa negli Stati Uniti su Disney Channel  dal 15 marzo 2025. In Italia la serie viene distribuita dal  23 luglio 2025 su Disney +
| nº | Titolo originale                      | Titolo italiano                                | Prima TV USA   | Prima TV Italia |
| -- | ------------------------------------- | ---------------------------------------------- | -------------- | --------------- |
| 1  | Kiff Has to Sneeze                    | Lo starnuto di Kiff                            | 15 marzo 2025  | 23 luglio 2025  |
| 1  | Never Meet Your Mailboxes             | Mai incontrare Mr.Cassetta                     | 15 marzo 2025  | 23 luglio 2025  |
| 2  | The Other Movie                       | L'altro film                                   | 15 marzo 2025  | 23 luglio 2025  |
| 2  | Roy-alty Check                        | Assegno di fedeltà                             | 15 marzo 2025  | 23 luglio 2025  |
| 3  | Stramded                              | Bloccati!                                      | 22 marzo 2025  | 23 luglio 2025  |
| 3  | Hairstory                             | Una storia di capelli                          | 22 marzo 2025  | 23 luglio 2025  |
| 4  | Lights Out                            | Luci spente                                    | 22 marzo 2025  | 23 luglio 2025  |
| 4  | Dinner at Barry's                     | Cena da Barry                                  | 22 marzo 2025  | 23 luglio 2025  |
| 5  | Taily                                 | Codina                                         | 29 marzo 2025  | 1 agosto 2025   |
| 5  | Cocina Island                         | Isola di Cocina                                | 29 marzo 2025  | 1 agosto 2025   |
| 6  | Up All Night                          | Svegli tutta la notte                          | 5 aprile 2025  | 1 agosto 2025   |
| 6  | Rotten Banana                         | Banana Marcia                                  | 5 aprile 2025  | 1 agosto 2025   |
| 7  | OTDR                                  | OTDR                                           | 12 aprile 2025 | 1 agosto 2025   |
| 7  | Good Morning Table Town School        | Buongiorno Scuola di Table Town                | 12 aprile 2025 | 1 agosto 2025   |
| 8  | Mystery Spell                         | Educazione magica                              | 19 aprile 2025 | 1 agosto 2025   |
| 8  | Wiz Ed                                | L'incantesimo misterioso                       | 19 aprile 2025 | 1 agosto 2025   |
| 9  | Trash Clumpers                        | Ammuchiatutto                                  | 26 aprile 2025 |                 |
| 9  | Wiff & Larry                          | Wiff & Larry                                   | 26 aprile 2025 |                 |
| 10 | Helping People Feels Good             | Aiutare gli altri fa sempre bene               | 3 maggio 2025  |                 |
| 10 | Dinner with Darryn                    | Cena con Darryn                                | 3 maggio 2025  |                 |
| 11 | Spoiled Again                         | Un altro spoiler                               | 7 giugno 2025  |                 |
| 11 | Much Ado About Muffin                 | Molto rumore per un Muffin                     | 7 giugno 2025  |                 |
| 12 | Arrested Dehelenment                  | Crisi Helenità                                 | 14 giugno 2025 |                 |
| 12 | Here Comes the Wedding Episode        | Tenetevi forte: Episodio di Nozze!             | 14 giugno 2025 |                 |
| 13 | Rock Kick                             | Federazione di calcio-sasso di Table Town!     | 21 giugno 2025 |                 |
| 13 | The Macaroni Affair                   | Il caso maccheroni                             | 21 giugno 2025 |                 |
| 14 | Kiff and Barry Save Halfway There Day | Kiff e Barry salvano la giornata a metà strada | 28 giugno 2025 |                 |
| 15 | Kristophe's Big Day Out               | La grande giornata di Kristophe                | 5 luglio 2025  |                 |
| 15 | Annoying, Freaky, Cool                | Irritante, strambo, cool                       | 5 luglio 2025  |                 |
| 16 | A Troll Through the Woods             | Un troll in giro nel bosco                     | 12 luglio 2025 |                 |
| 16 | Big Coat                              | Il cappotto gigante                            | 12 luglio 2025 |                 |
| 17 | The Tower on Trevor                   | La torre su Trevor                             | 19 luglio 2025 |                 |
| 17 | Friends On Line                       | Amici di fila                                  | 19 luglio 2025 |                 |
| 18 | Martin Waxed the Floors               | Martin ha dato la cera ai pavimenti            | 26 luglio 2025 |                 |
| 18 | Juice Break                           | Pausa succo                                    | 26 luglio 2025 |                 |
| 19 | Stories Before Snories                | Storie prima della nanna                       | 2 agosto 2025  |                 |
| 19 | Is Patty a Baddie?                    | Pappy è cattiva?                               | 2 agosto 2025  |                 |
| 20 | Slippery Slopes                       | Pendili scivolosi                              | 9 agosto 2025  |                 |
| 20 | Of B&B's and Piano Keys               | B&B e pianoforti                               | 9 agosto 2025  |                 |